# 시다 유미
시다 유미(일본어: 志田 友美, 1997년 2월 11일 ~ )는 일본의 모델 겸 배우이다. 시다 유미의 소속사는 탬버린 아티스트이다. 또한 시다 유미는 이와테현 이치노세키시 출신으로, 2008년에 열린 피치모 오디션 그랑프리에서 우승을 차지하면서 데뷔하였다. 《가면라이더 가이무》에서 타카츠카사 마이의 역을 맡으면서 이름을 널리 알렸다.

## 출연 작품
- 너는 펫 (2017)
- 극장판 가면라이더 가이무 축구 대결전! 황금의 과실 쟁탈배! (2014)
- 트라이앵글 (2009)